# Waardenberg en De Jong
Waardenberg en de Jong is een Rotterdams cabaretduo bestaande uit Martin van Waardenberg en Wilfried de Jong. 
Ze leren elkaar kennen op een kinderkamp. In 1985 zijn ze gestart als duo met hun eerste theatervoorstelling Begin maar vast. Na hun laatste gezamenlijke theatervoorstelling Bandkaai in 1996 hebben de twee cabaretiers los van elkaar hun carrière voortgezet, waarna ze incidenteel als duo kleiner werk hebben gemaakt. Ter gelegenheid van het honderdjarig bestaan van het Luxor Theater in Rotterdam hebben Waardenberg en de Jong samen met Toren C in 2017 een theatervoorstelling gemaakt en gespeeld. In april 2019 werd bekendgemaakt dat het duo in januari 2020 weer gaat optreden met een nieuwe show.

## Theaterprogramma's
- Bandkaai (1996)
- Naggelwauz (1994)
- Waardenberg en de Jong (1992)
- Jool Hul (1990)
- De gekkengalerij (1988)
- Begin maar vast (1985)